# Knížectví Pindus
Knížectví Pindus (také Pindo nebo Pindos, nebo též Pindus a Moglena, italsky Principato del Pindo, rumunsky Printsipat di la Pind) bylo navrhovaným loutkovým státem Itálie v severozápadním Řecku za druhé světové války. Bylo prohlášeno v létě 1941 jako vlast Arumunů v oblasti Epiru, Thessálii a Západní Makedonii, ale nikdy se mu zcela nepodařilo si získat místní populaci a v roce 1944 návrh jako neuskutečněný zanikl. Přestože bylo knížectví formálně vyhlášeno a na trůnu se vystřídali dva panovníci (oba byli nuceni uprchnout), jeho realizace nebylo dosaženo a existovalo jen v podobě návrhu (na papíře).

## Historie

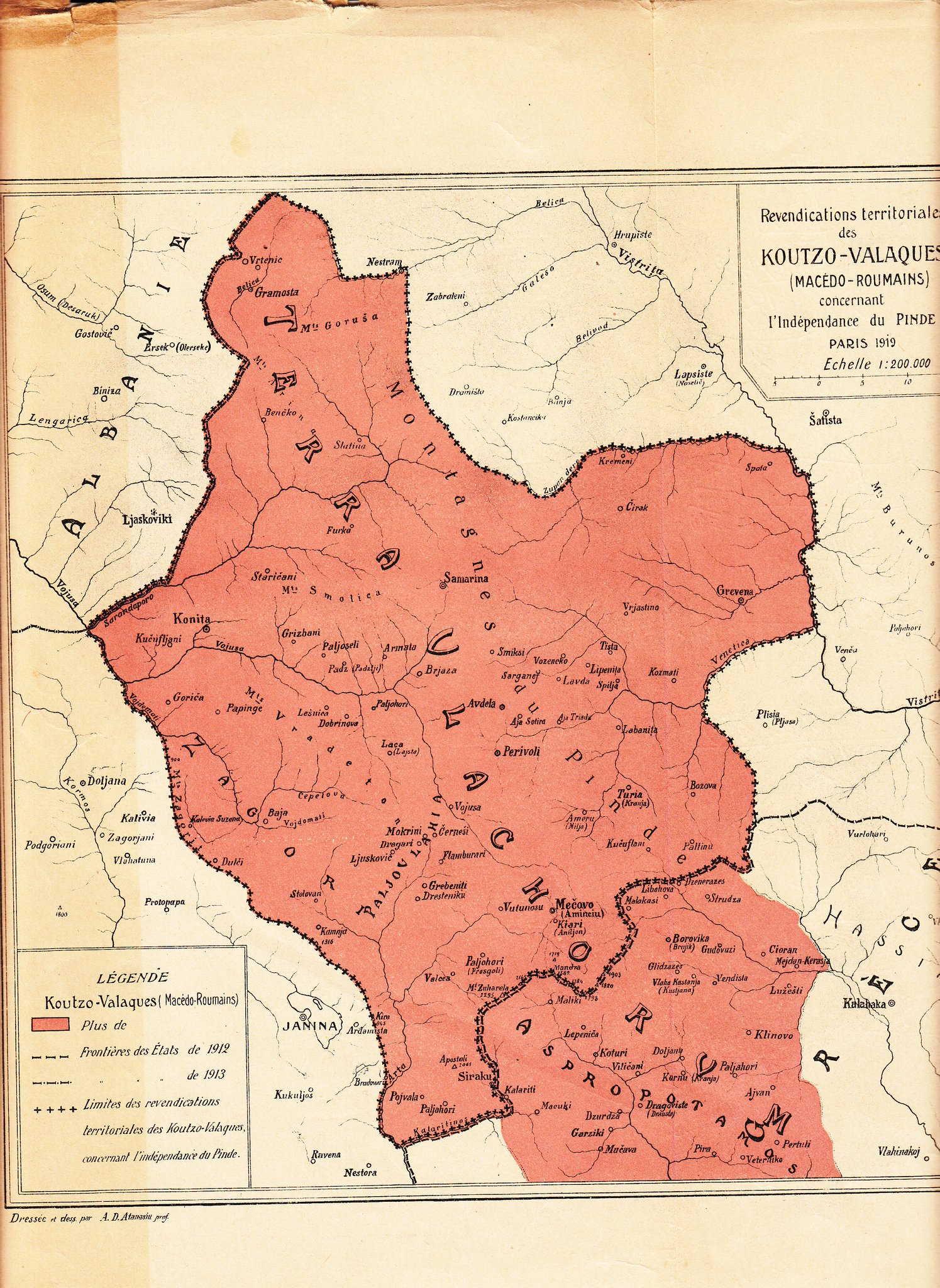
„Terra Vlachorum“, požadavek na Knížectví Pindus na Pařížské mírové konferenci z roku 1919

### 1917
Koncept autonomního arumunského státu vznikl již v roce 1860 v Rumunsku a roku 1917 vyhlásil Alchiviad Diamandi di Samarina Republiku Pindus v Italy okupované severní Albánii. Tento státeček však vydržel pouhý den, ale signalizovalo to Diamandiho spojení s Itálií.

### 1941–1943

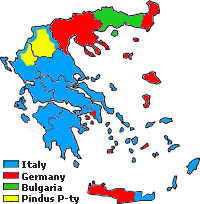
Navrhované knížectví žlutě

Po pádu Řecka do německých rukou v roce 1941 Diamandi vytvořil s podporou Italů separatistickou organizaci Pátá římská legie a vyhlásil Knížectví Pindus, jehož se stal knížetem jako Alchibiades I., s tím, že doufal, že se mu podaří ovládnout celé severní Řecko. Ovšem už v červnu 1942 byl nucen uprchnout do Rumunska, neboť jej místní Arumuni považovali za italského agenta, zatímco italské okupační jednotky jej považovaly za agenta Rumunska. Po něm krátce vládl jako regent Nicola Matushi, který se marně snažil jednat s řeckými vůdci. Po osvobození Řecka v listopadu 1944 taktéž Nikola I. utekl do Rumunska.
Od půli roku 1942 se na území plánovaného knížectví objevily řecké partyzánské skupiny, bojující proti Italům a kolaborantům. V souvislosti s tím Italové přestali podporovat Arumuny a spojili se se slovanskými Makedonci. Uvolněný trůn byl nabídnut Gyulovi Csesznekymu z maďarsko-chorvatské baronské rodiny, který nominálně vládl jako kníže Julius I. v roce 1943, přičemž do země nevkročil a vládu vykonávali místní slovanští guvernéři. Po kapitulaci Itálie v roce 1943 bylo území obsazeno Němci, kteří jako místního vojenského vládce dosadili M. Hatziho. Oblast byla připojena k Řecku v roce 1944.

## Vnitřní politika
Vzhledem k chaotické situaci nebyla ustanovena přesná pravidla pro následnictví, nicméně se zdá, že knížectví mělo být volenou monarchií. Knížectví mělo být spojencem fašistické Itálie a nacistického Německa a vést protiřeckou politiku, nicméně se zdá, že Židé nebyli pronásledováni.
Oficiální řečí se měla stát italština, ale běžně se měla užívat i arumunština a nejpočetnější řečtina. Hlavním městem se mělo stát Metsovo (arumunsky Aminciu), přičemž parlament sídlil v obci Trikala.
Není znám systém místní šlechty, ale přesto je známo, že jak Alchibiades I., tak i Julius I. udělili několik hraběcích a baronských titulů. Řády knížectví byly Knížecí orlí řád a Juliův řád.

## Seznam vládců
- 1941–1942: kníže Alchibiades I. (Alchiviad Diamandi di Samarina)
- 1942–1943?: regent Nicholas I. (Nicola Matushi)

### Prameny
- Arseniou Lazaros: Η Θεσσαλία στην Αντίσταση
- Andreanu, José - Los secretos del Balkan
- Iatropoulos, Dimitri - Balkan Heraldry
- Toso, Fiorenzo - Frammenti d'Europa
- Zambounis, Michael - Kings and Princes of Greece, Athens 2001
- Papakonstantinou Michael: - Το Χρονικό της μεγάλης νύχτας
- Divani, Lena: - Το θνησιγενές πριγκιπάτο της Πίνδου. Γιατί δεν ανταποκρίθηκαν οι Κουτσόβλαχοι της Ελλάδας, στην Ιταλο-ρουμανική προπαγάνδα.
- Thornberry, Patrick a Miranda Bruce-Mitford: - World Directory of Minorities. St. James Press 1990, str. 131.
- Koliopoulos, Giannēs S. (aka John S. Koliopoulos): - Plundered Loyalties: Axis Occupation and Civil Strife in Greek West Macedonia. C. Hurst & Co, 1990. str. 86 a násl.
- Poulto, Hugh: - Who Are the Macedonians? C. Hurst & Co, 1995. str. 111. (částečně online: )
- After the War Was Over: Reconstructing the Family, Nation, and State in Greece By Mark Mazower (částečně přístupné )
- Kalimniou, Dean: - Alkiviadis Diamandi di Samarina (v Neos Kosmos English Edition, Melbourne, 2006)
- Horváth Mihály: A magyar nemzet története.